# Moritz von Spiegelberg
Moritz Graf von Spiegelberg (auch von Spiegelberg und Pyrmont; * 1406/07; † 3. Juni 1483 in Köln) war ein Domherr in Köln und Probst in Emmerich.
Geboren unter den niedersächsischen Grafen von Spiegelberg, die Burgherren im Bistum Hildesheim waren, schlug Moritz die geistliche Laufbahn ein. Der Kölner Bischof Dietrich II. von Moers war sein Onkel. Bereits 1418 wurde der Knabe Moritz Abt von Corvey, ein Jahr darauf trat er in das Kölner Domkapitel ein. Er studierte 1427 in Leipzig und darauf in Rom, nahm als Papsttreuer am Basler Konzil 1431 teil, blieb Domherr in Köln, wo er nochmals die Universität besuchte und der regelmäßigste Besucher der Kapitelsitzungen war, und wurde zusätzlich 1444 Propst des Kollegiatstiftes St. Martini in Emmerich. Bis April 1469 war er durch päpstliche Provision auch Pfarrer in Schmalkalden, übergab die Pfarre dann an Wilhelm Ludolphi. Sein Tod ist durch ein Epitaph des Studienfreundes und Humanisten Rudolf Agricola gewürdigt worden.
Seine Leidenschaft galt Büchern. Im Jahr 1453 erwarb er eine Handschrift von Boccaccio, De casibus virorum illustrium. Wegen der schwierigen Lage des von ihm unterstützten Erzbischofs Ruprecht von der Pfalz (Köln) musste er etwa ab 1460 für lange Zeit nach Emmerich umziehen, wo er an der dortigen Stiftsschule mit Humanisten wie Rudolf Agricola und anderen Gästen zusammentraf. Auf seine Einladung hin wurde Antonius Liber Leiter der dortigen Kapitelschule, aber aufgrund des Widerstands der übrigen Kanoniker gegen einen überzeugten Humanisten wahrscheinlich 1473 entlassen. Sein Nachfolger wurde Alexander Hegius. Spiegelberg sammelte Bücher und Kunstwerke, die er dem Stift oder dem Domkapitel spendete.
Moritz hatte zwei illegitime Söhne, Jheronymus und Jaspar (Kaspar): Der eine nahm ein Studium auf, der andere bewarb sich um ein höheres Amt bei den Tuchscherern. Ihre Abkunft war ein Problem.

## Einzelbelege
1. ↑  Germania Sacra Online. Abgerufen am 4. Februar 2020.
2. ↑  Angelika Dörfler-Dierken: Die Verehrung der heiligen Anna in Spätmittelalter und früher Neuzeit. Göttingen 1992, ISBN 978-3-525-55158-5, S. 170 f. (google.de).
3. ↑  Ludwig Schmugge, Béatrice Wiggenhauser: Illegitimität im Spätmittelalter. Oldenbourg, 1994, ISBN 978-3-486-56069-5 (google.de [abgerufen am 4. Februar 2020]).
4. ↑  Knut Schulz, Elisabeth Müller-Luckner: Handwerk in Europa: Vom Spätmittelalter bis zur Frühen Neuzeit. Oldenbourg Wissensch.Vlg, 1999, ISBN 978-3-486-56395-5 (google.de [abgerufen am 5. Februar 2020]).
5. ↑  G. Bers: G. HÖVELMANN, Moritz Graf von Spiegelberg. In: Annalen des Historischen Vereins für den Niederrhein. Band 191, jg, Dezember 1988, ISSN 0341-289X, S. 160–161, doi:10.7788/annalen-1988-jg21 (vr-elibrary.de [abgerufen am 5. Februar 2020]).

| Vorgänger               | Amt                           | Nachfolger                   |
| ----------------------- | ----------------------------- | ---------------------------- |
| Dietrich III. von Runst | Fürstabt von Corvey 1418–1435 | Arnold III. von der Malsburg |

| Personendaten    | Personendaten                            |
| ---------------- | ---------------------------------------- |
| NAME             | Spiegelberg, Moritz von                  |
| ALTERNATIVNAMEN  | Spiegelberg und Pyrmont, Moritz Graf von |
| KURZBESCHREIBUNG | deutscher Geistlicher                    |
| GEBURTSDATUM     | 1406 oder 1407                           |
| STERBEDATUM      | 3. Juni 1483                             |
| STERBEORT        | Köln                                     |